# Munții Crimeii
Munții Crimeii (în ucraineană Кримські Гори, în tătară Qırım dağları) este un lanț muntos ce ocupă partea de sud și de sud-est a peninsulei Crimeea, Rusia. În partea sudică, munții se opresc abrupt în Marea Neagră, pe când în nord aceștia se schimbă încet într-un peisaj de stepă. 
Sistemul muntos este format din trei lanțuri principale, care se întind de la Capul Aia, aproape Balaclava în partea de vest, până la Capul Sfântul Ilia la est de Feodosia. Lungimea Munților Crimeii este de aproximativ 160 km, cu o lățime medie de aprox. 50 km. Creasta exterioară este formată dintr-o cuestă, ce se ridică treptat până la o altitudine de aprox. 350 m, creasta interioară ajunge la o înălțime de 750 m. Cel mai înalt punct al munților se ridică în creasta centrală, Muntele Roman Koș, cu 1.545 de metri.

## Galerie

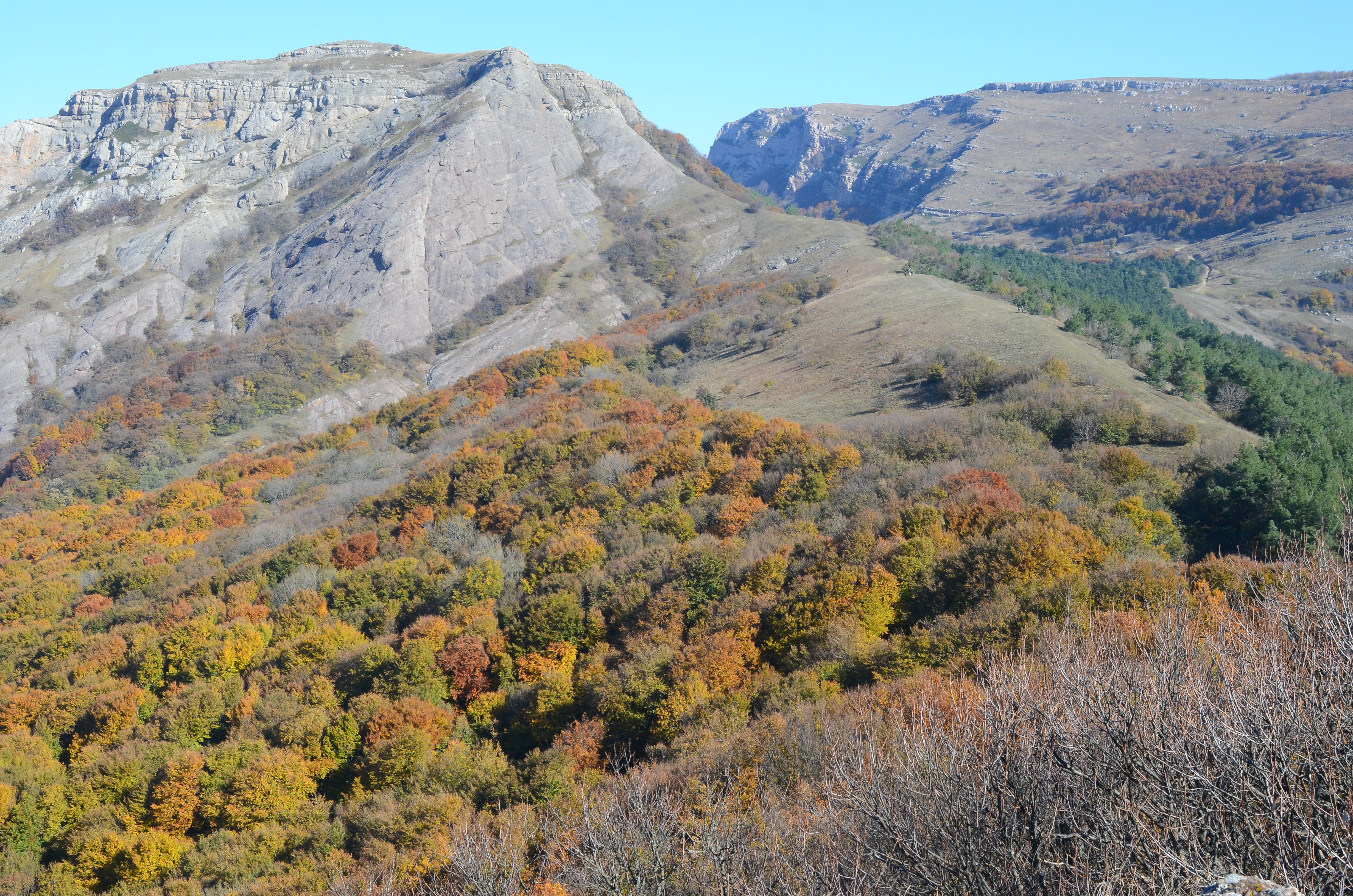
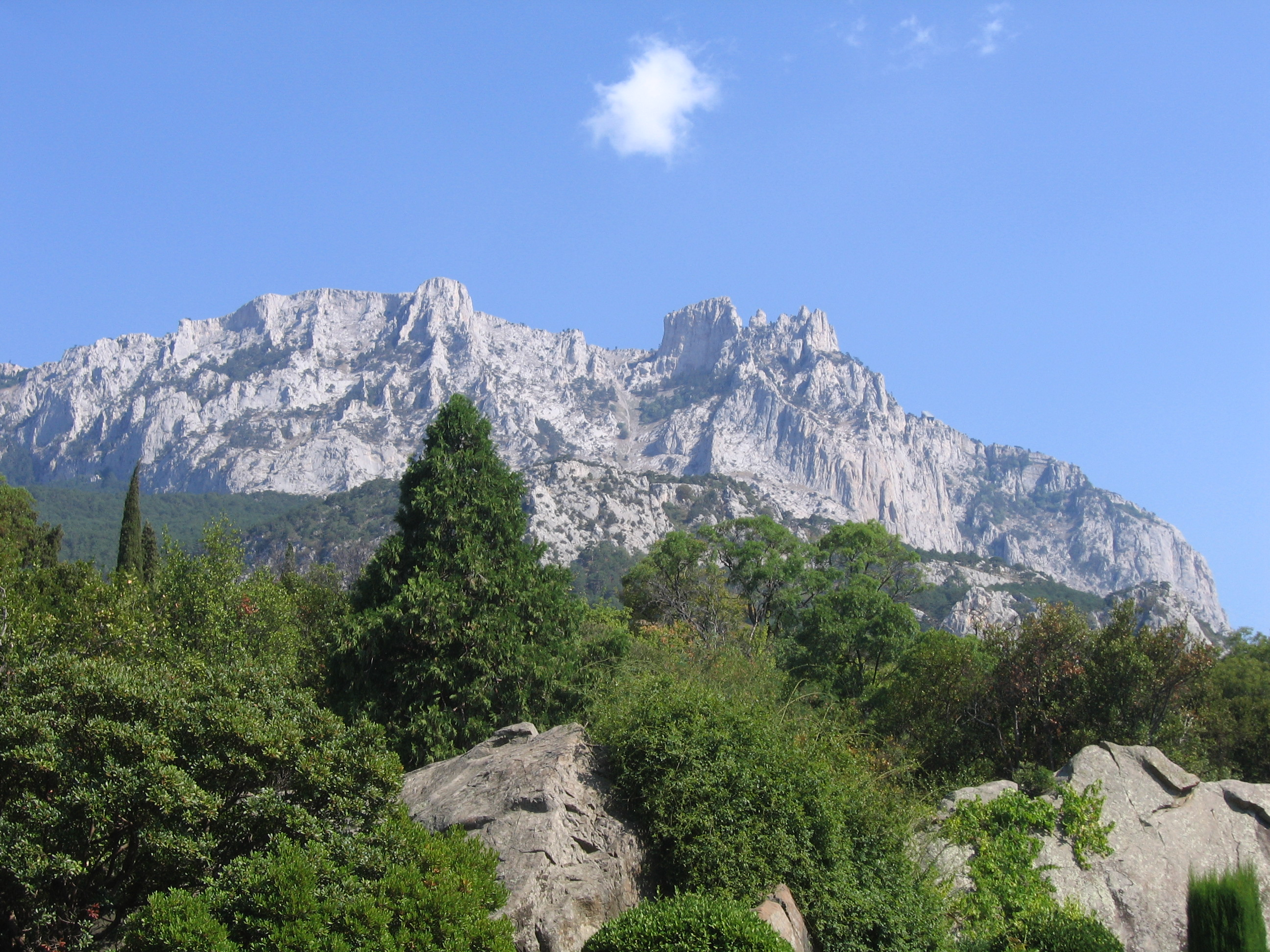
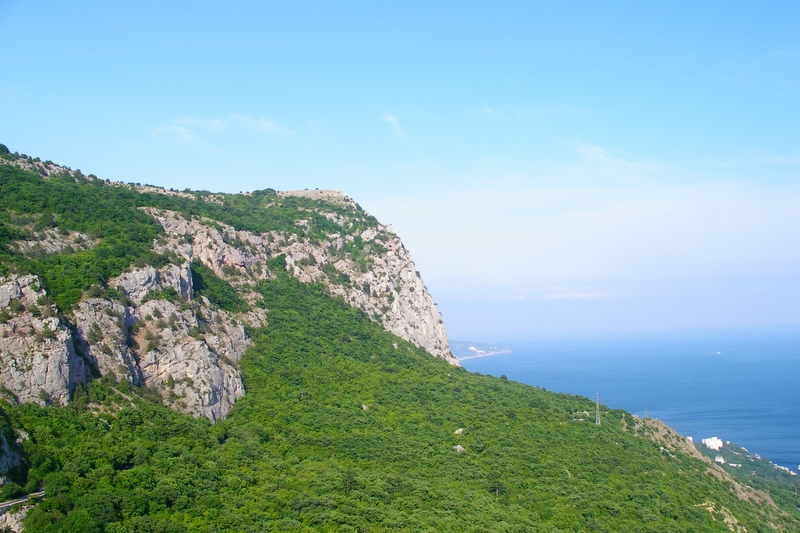
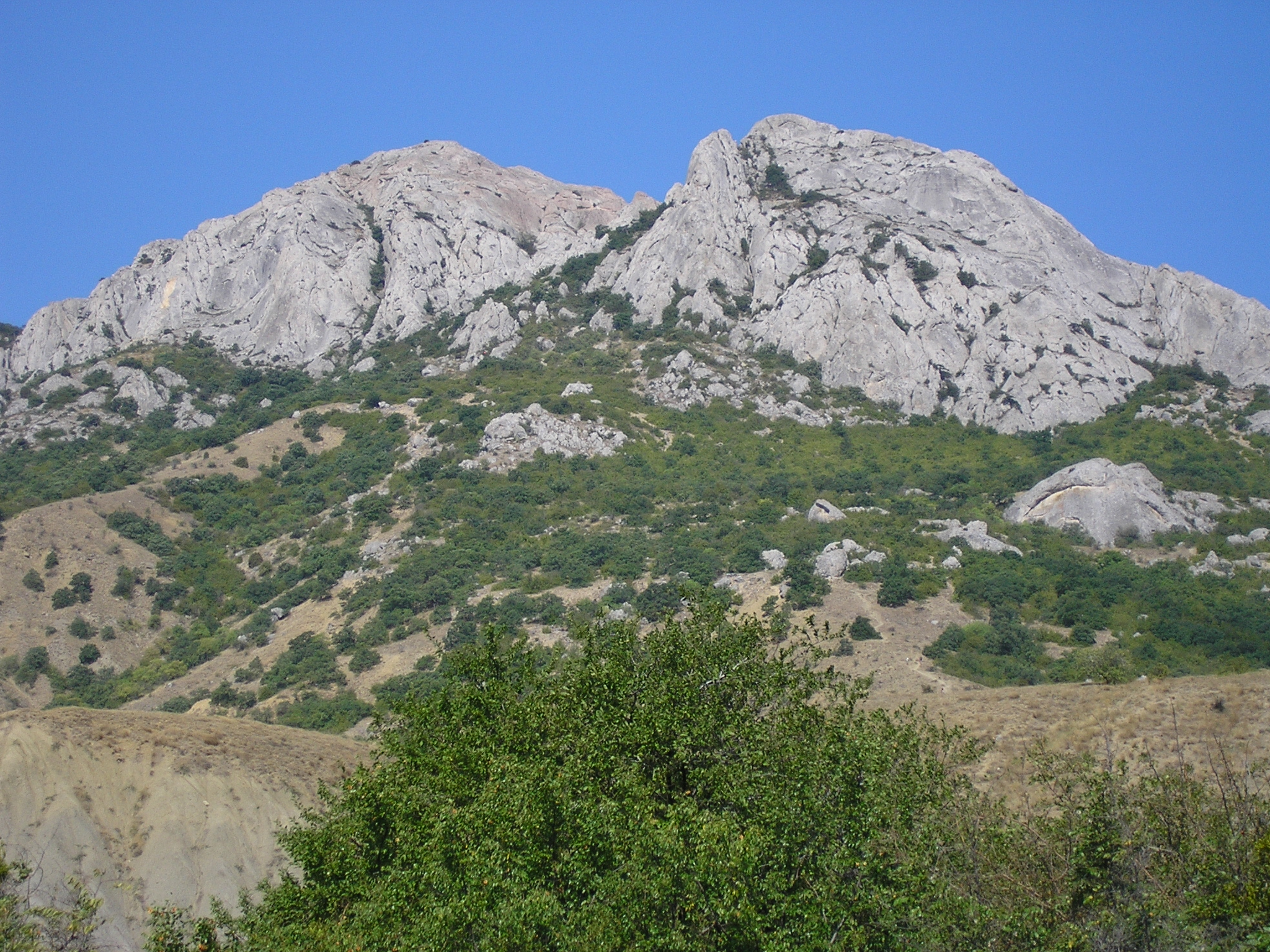
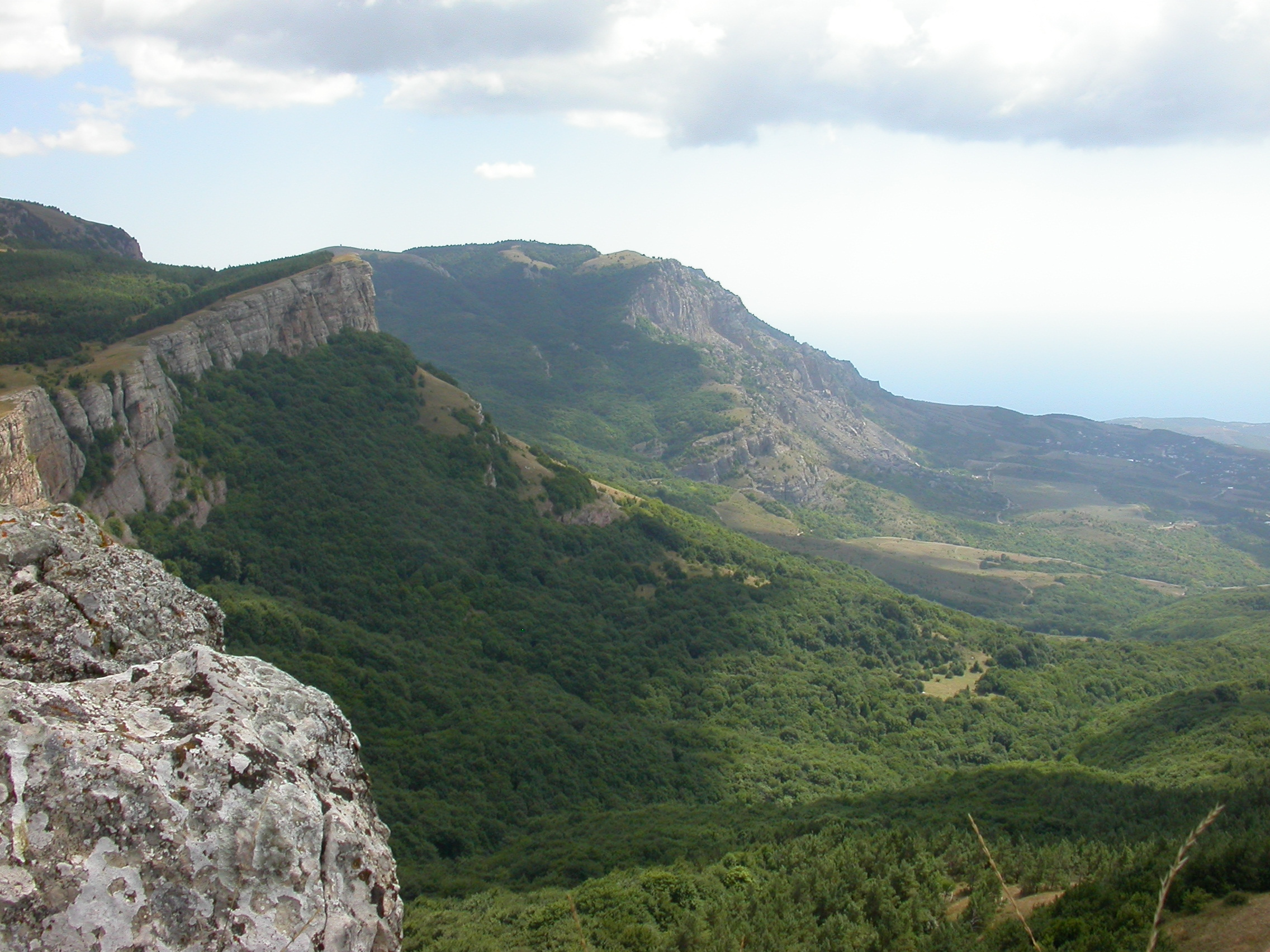
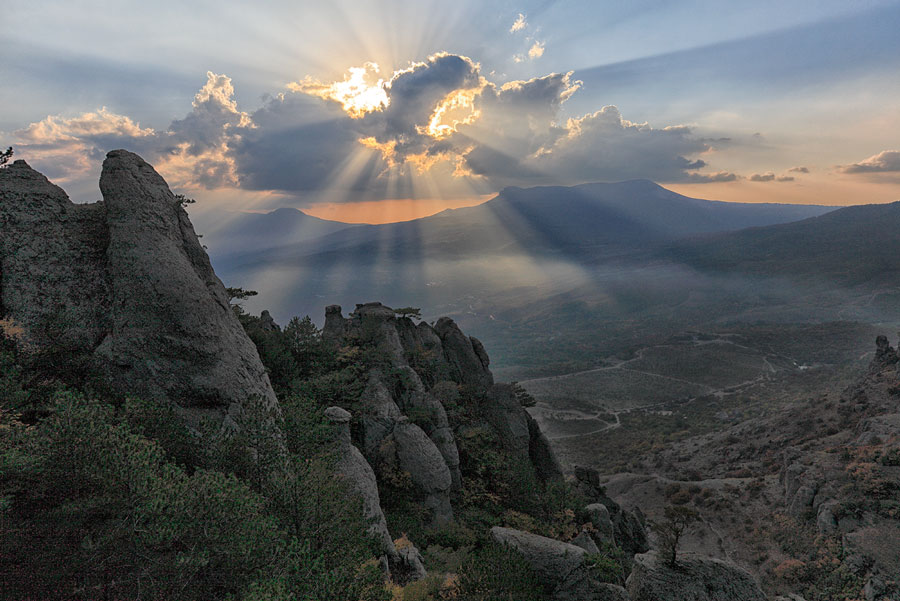
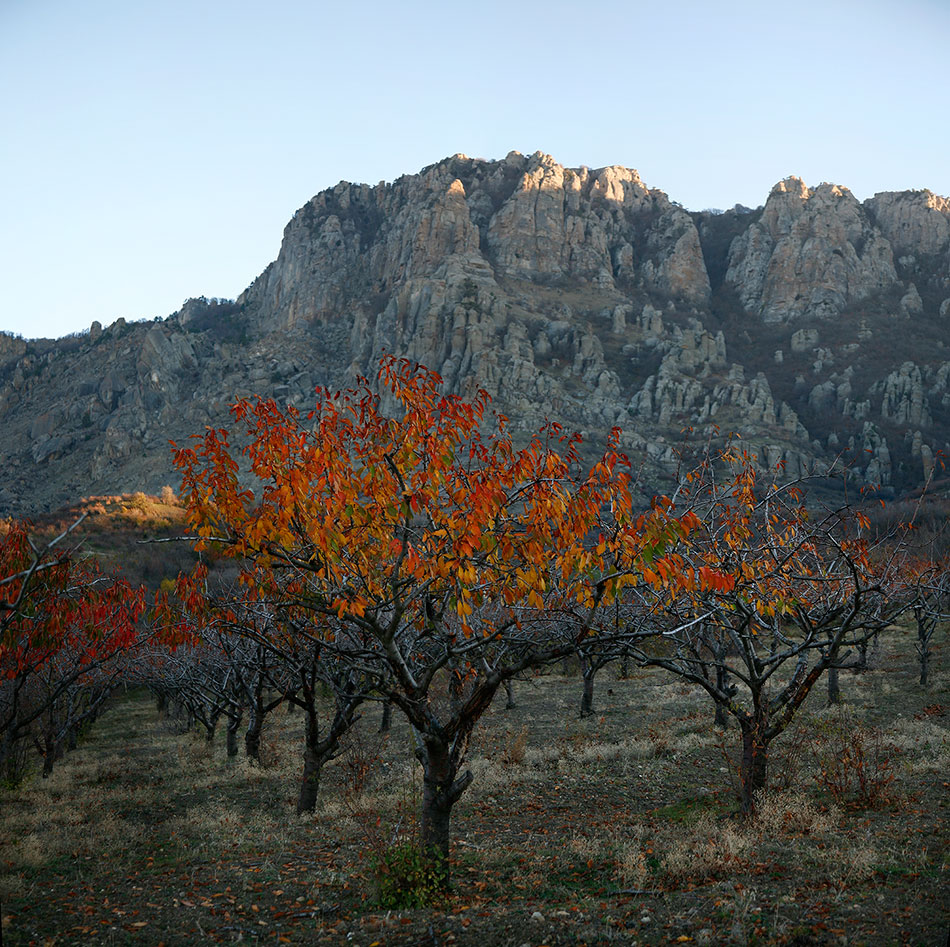